# Haus of Gaga
Haus of Gaga er det personlige, kreative team bag scenekunstneren Lady Gaga. Det er ansvarlig for hendes særlige, personlige stil. Huset kreerer meget af Gagas tøj, rekvisitter, kulisser og sminke til Gagas optrædener og andre lejligheder. 

## Medlemmer

### Nuværende medlemmer (2012)
- Stefani Germanotta P/K/A Lady Gaga
- Management: Troy Carter
- Creative: Nicola Formichetti, Todd Tourso, Helen Green
- Marketing: Bobby Campbell
- Musical Director: Lady Gaga and Fernando Garibay
- Musical Production: Fernando Garibay, DJ White Shadow, Dave Russell
- Art Director: Marla Weinhoff
- Fashion Director: Nicola Formichetti
- Stylist: Brandon Maxwell and Anna Trevelyan
- Hair: Frederic Aspiras
- Makeup: Tara Savelo
- Photography: Terry Richardson
- Choreography: Richard Jackson
- Assistant: Sonja Durham
- Lady Starlight

### Tidligere medlemmer
- Creative: Matthew "Dada" Williams.[1]
- Musical Production: Space Cowboy
- Stylist: B. Åkerlund.[2]
- Choreography: Laurieann "Boomkack" Gibson

## Galleri
- I boblekjole
- Diskofaklen
- EMMA
- Levende tøj
- Fame Monster
- Kingdom of Fame Castle
- Motorcykelklaver